# HD 113538
HD 113538 är en ensam stjärna belägen i den mellersta delen av stjärnbilden Kentauren. Den har en skenbar magnitud av ca 9,06 och kräver åtminstone en stark handkikare eller ett mindre teleskop för att kunna observeras. Baserat på parallaxmätning inom Hipparcosuppdraget på ca 63,0 mas, beräknas den befinna sig på ett avstånd på ca 52 ljusår (ca 16 parsek) från solen. Den rör sig bort från solen med en heliocentrisk radialhastighet på ca 39 km/s.

## Egenskaper
HD 113538 är en orange till gul stjärna i huvudserien av spektralklass K9 V. Den har en massa som är ca 0,7 solmassor, en radie som är ca 0,7 solradier och har ca 0,1 gånger solens utstrålning av energi från dess fotosfär vid en effektiv temperatur av ca 4 700 K.

## Planetsystem
Stjärnan är aktiv (Log R'HK −4.697,  SMW 1,05), men RV-variationen är inte korrelerad med någon aktivitet, vilket tyder på påverkan från planeterna. Uppgifterna är väl anpassade till en lösning som omfattar två planeter, med en excentrisk planet av en Saturnmassa och en mer massiv planet på en yttre bana - liknande planetsystemets kretsloppsplan som kring HD 163607, men med lägre massor. I likhet med HD 163607 b, ökar excentriciteten och argumentet för periastron hos HD 113538 b planetens transitsannolikhet väsentligt mer än den skulle vara vid en cirkulär bana.
| Planet | Massa           | Halv storaxel (AE) | Siderisk omloppstid (d) | Excentricitet | Inklination | Radie |
| ------ | --------------- | ------------------ | ----------------------- | ------------- | ----------- | ----- |
| b      | ≥0,27 ± 0,08 MJ | 0,71 ± 0,01        | 263,3 ± 2,3             | 0,61 ± 0,11   | -           | -     |
| c      | ≥0,71 ± 0,06 MJ | 2,43 ± 0,06        | 1 657 ± 48              | 0,32 ± 0,06   | -           | -     |